# Sozialismus

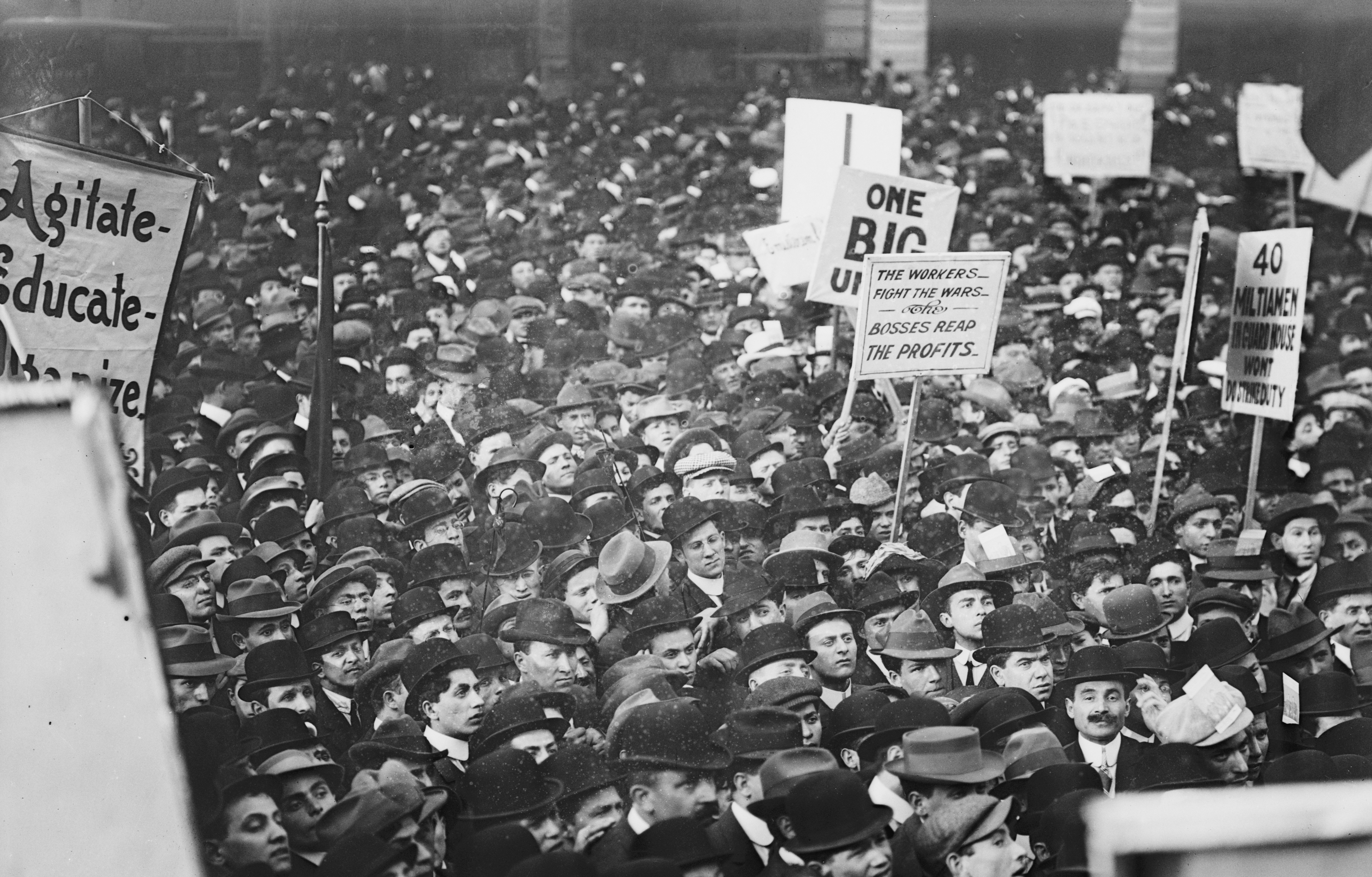
Sozialistische Demonstration zum 1. Mai 1912 am Union Square in New York City

Der Sozialismus (von lateinisch socialis ‚kameradschaftlich‘) ist neben dem Liberalismus und dem Konservatismus eine der drei großen politischen Ideologien, die im 19. Jahrhundert entstanden. Es gibt keine eindeutige Definition des Begriffs. Er umfasst eine breite Palette von politischen Ausrichtungen. Diese reichen über sich als revolutionär verstehende (Kampf-)Bewegungen und Parteien, die den Kapitalismus schnell und gewaltsam überwinden wollen, bis zu reformatorischen Linien, die Parlamentarismus und Demokratie akzeptieren (demokratischer Sozialismus). Demzufolge wird auch grob zwischen den Ausrichtungen von Kommunismus, Sozialdemokratie oder Anarchismus differenziert. Sozialisten betonen im Allgemeinen die Grundwerte Gleichheit, Gerechtigkeit, Solidarität und je nach Strömung auch Freiheit. Sie heben oft die enge Wechselbeziehung zwischen praktischen sozialen Bewegungen und theoretischer Gesellschaftskritik hervor, wobei sie das Ziel verfolgen, mit Blick auf eine sozial gerechte Wirtschafts- und Sozialordnung beide zu versöhnen.
Historisch bestehen und bestanden in vielen Staaten Systeme, die – teils als Eigenbezeichnung – mit Realsozialismus, aber auch als Staatssozialismus bezeichnet werden und sich grundsätzlich als autoritäre oder als totalitäre Systeme einordnen lassen; zu nennen sind u. a. die Sowjetunion, Volksrepublik China, Nordkorea, die DDR oder Kuba. Daneben existierten und existieren auch weitere sich als sozialistisch bezeichnende oder so bezeichnete Staaten, die sich allerdings teilweise erheblich von den realsozialistischen Staaten unterscheiden (siehe Liste sozialistischer Staaten).

## Begriff

### Begriffsgeschichte
Als socialistae (lateinisch) oder socialisti (italienisch) wurden im 18. Jahrhundert von römisch-katholischen Theologen, die der Aufklärung kritisch bis ablehnend gegenüberstanden, polemisch die Vertreter des modernen Naturrechts in der Art von Hugo Grotius und Samuel von Pufendorf benannt. 1762 verfasste Jean-Jacques Rousseau sein Werk Du contrat social, in dem der Staat auf dem Kontrakt (Vertrag) freier Individuen beruht. Seit 1793 wird in Deutschland für Anhänger des Pufendorfschen Solidaritätsprinzips der rechtsphilosophische Terminus „Sozialisten“ verwendet.
Erstmals findet sich das Wort Sozialismus 1803 in der italienischen Form socialismo. Giacomo Giuliani verwendet diesen Begriff in seiner Kritik an Rousseau positiv auf die Gesellschaftsordnung, allerdings indem er es für den göttlichen Willen hielt, dass die Gesellschaft durch Hierarchien zwischen den Menschen gekennzeichnet sei. Eine solche religiöse Umdeutung wurde jedoch stark kritisiert, weil der Begriff mit dem Liberalismus der Aufklärung in ursächlichem Zusammenhang gesehen wurde.
Die ersten Nachweise der Verwendung des Worts socialist im Englischen fand man im Jahre 1824, das eigentliche französische socialisme erstmals 1832, geprägt von Joncières, weiter verbreitet von Leroux und Reybaud.
Eine Übertragung des ursprünglichen Begriffsadjektivs sozial in die heutige, deutsche Gesellschaftssprache ist in der Nähe von gemeinsam, gerecht oder etwa gesellschaftlich zumutbar, der Gemeinschaft zuträglich zu suchen.
Das Adjektiv sozialistisch dagegen wurde von Anfang an politisch verstanden. Es ist gesellschaftlich gesehen eine Weiterentwicklung der sozialen Gedanken der Aufklärung insofern, als diese Gleichheit nicht nur dem Recht, sondern auch dem Besitz zugestanden werden soll.

### Definitionsproblematik
Was unter Sozialismus zu verstehen sei, ist seit langem umstritten. Schon in den 1920er Jahren sammelte der Soziologe Werner Sombart 260 Definitionen von Sozialismus.
Eine allgemein anerkannte, wissenschaftlich gültige Definition existiert nicht. Vielmehr zeichnet sich der Wortgebrauch durch eine große Bedeutungsfülle und begriffliche Unschärfe aus und unterliegt einem ständigen Bedeutungswandel. Deswegen werden dem Begriff zur näheren Präzisierung häufig Adjektive (proletarisch, wissenschaftlich, demokratisch, christlich, genossenschaftlich, konservativ, utopisch) vorangesetzt. Weitere Beispiele für solche Spezifizierungen sind etwa Agrarsozialismus, Staatssozialismus oder Reformsozialismus.
Einen kleinsten gemeinsamen Nenner des Begriffs können folgende Definitionen geben:

„Sozialismus bezeichnet Ideologien, welche die Überwindung des Kapitalismus und die Befreiung der Arbeiterklasse aus Armut und Unterdrückung (soziale Frage) zugunsten einer an Gleichheit, Solidarität und Emanzipation orientierten Gesellschaftsordnung propagieren.“

„Er definiert die als Gegenmodell zum Kapitalismus entwickelte politische Lehre, die bestehende gesellschaftliche Verhältnisse mit dem Ziel sozialer Gleichheit und Gerechtigkeit verändern will, und eine nach diesen Prinzipien organisierte Gesellschaftsordnung sowie eine politische Bewegung, die diese Gesellschaftsordnung anstrebt.“

Die Bedeutungsvielfalt wird zusätzlich dadurch gesteigert, dass der Begriff Sozialismus sowohl Methoden und Zielvorstellungen, gesellschaftlich-politische Bewegungen als auch historisch-gesellschaftliche Phasen und existierende Gesellschaftssysteme bezeichnen kann:
- eine auf die Deutung, Analyse, Kritik, Idealvorstellung oder praktische Gestaltung bestimmter gesellschaftlicher Verhältnisse gerichtete sozialökonomisch, politisch, philosophisch, pädagogisch bzw. ethische Lehre;
- eine politische Bewegung, die versucht, die durch den Sozialismus begründeten Forderungen und Ziele praktisch zu verwirklichen;
- der Gesellschaftszustand bzw. die Gesellschaftsordnung, die in wirtschaftlichen Produktionsweisen und Lebensformen den Sozialismus verkörpert;
- im Rahmen des Marxismus-Leninismus eine weltgeschichtliche Entwicklungsphase im Übergang von der kapitalistischen zur kommunistischen Gesellschaftsformation.[15]
- den Begriff „Realsozialismus“, mit dem sich jene Staaten bezeichneten, die seit 1917 von einer Kommunistischen Partei, in der Regel in einem Ein-Parteien-System, regiert wurden.

Nach dem Politikwissenschaftler Günter Rieger lassen sich sozialistische Ideologien zum einen nach ihrer Haltung zum Staat unterscheiden (Staatssozialismus versus Anarchismus), zum anderen nach dem Weg, auf dem die angestrebte Umgestaltung der Gesellschaft erreicht werden soll (Revolution versus Reform), sowie drittens danach, welcher Stellenwert unterschiedlichen sozialen und ökonomischen Interessen der Beteiligten eingeräumt wird (Klassenantagonismus versus Pluralismus).

## Historischer Überblick
Eine explizit sozialistische Bewegung entwickelte sich erst infolge von Aufklärung und industrieller Revolution zwischen Ende des 18. Jahrhunderts und Mitte des 19. Jahrhunderts. Sie war eng verwoben mit der Entstehung der Arbeiterbewegung. Wie bei allen -ismen trat der Sozialismus historisch in vielfältigen Formen auf: von den genossenschaftlichen Ideen der Frühsozialisten über die parteipolitische Organisation in sozialdemokratischen, sozialistischen und danach kommunistischen Parteien, die im Verlauf des 20. Jahrhunderts oft unterschiedliche Ausprägungen annahmen.

### Frühsozialismus

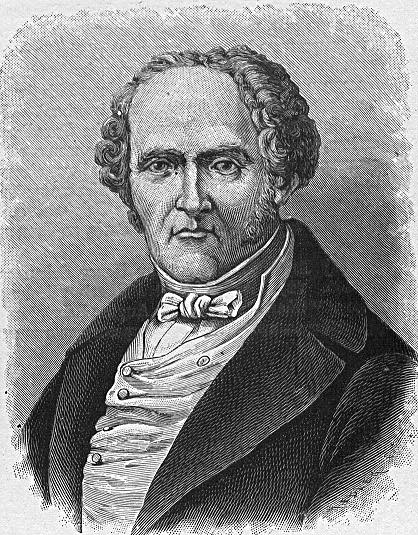
Charles Fourier (1772–1837) zählt zu den bedeutendsten Frühsozialisten

Frühsozialisten wie François Noël Babeuf, Claude-Henri Comte de Saint-Simon, Louis-Auguste Blanqui, Charles Fourier, Pierre-Joseph Proudhon, William Godwin, Robert Owen oder Moses Hess legten politische Konzepte von quasi-absolutistischen Diktaturen bis hin zu einem anarchistischen Föderalismus vor. Einig waren sie sich einerseits in einer abwehrenden Reaktion gegen Effekte des Frühkapitalismus wie in der Hoffnung auf eine Gesellschaft, die mittelalterliche Standesunterschiede ebenso überwinden würde wie neuere Klassengegensätze. Oftmals argumentierten sie sehr moralisch. Eine sozialwissenschaftlich inspirierte Analyse, wie sie von Karl Marx geleistet wurde, gab es noch nicht.
Sozialstrukturell gesehen wurde der Frühsozialismus nicht von der Arbeiterklasse getragen, sondern von Handwerkern und Kleinbürgertum. Diese begannen bereits die Verwerfungen der industriellen Revolution zu spüren, ohne dass es schon zur Bildung eines Industrieproletariats gekommen wäre.
Einige wie Robert Owen versuchten den Aufbau abgeschlossener sozialistischer Gemeinschaften in einer so empfundenen feindlichen Umwelt. Die meisten Sozialisten zielten auf eine grundlegende Veränderung der gesamten Gesellschaft.
Sozialistisch inspirierte Aktivisten beteiligten sich an der französischen Revolution von 1789 bis 1799 und an den im Wesentlichen als bürgerlich geltenden europäischen Revolutionen bis 1848/1849 (siehe Julirevolution 1830, Februarrevolution 1848 und Märzrevolution 1848/1849); einen letzten Höhepunkt im 19. Jahrhundert hatten diese frühsozialistischen Bewegungen in der Pariser Kommune von 1871, die als erste proletarische Revolution gilt und die schon nach kurzer Zeit blutig niedergeschlagen wurde.
Durch die historische Entwicklung bedingt wurden die Diskussionslinien danach klarer: Die vielfältigen Ansätze des Frühsozialismus spalteten sich in drei Hauptlinien, den Anarchismus und die vom Marxismus inspirierten kommunistischen und sozialdemokratischen Bewegungen. Vereinzelt, wie im 20. Jahrhundert bei den russischen Revolutionen von 1905 und der Februarrevolution 1917 (bei der Oktoberrevolution 1917 nur noch sehr bedingt), der Münchner Räterepublik 1919 oder dem Spanischen Bürgerkrieg 1936 bis 1939 kam es zur Zusammenarbeit der drei Gruppen. Diese war jedoch jeweils nur kurzfristig, meist von heftigen internen Auseinandersetzungen geprägt und endete im Sieg einer Gruppe oder der Niederlage aller.

### Anarchismus

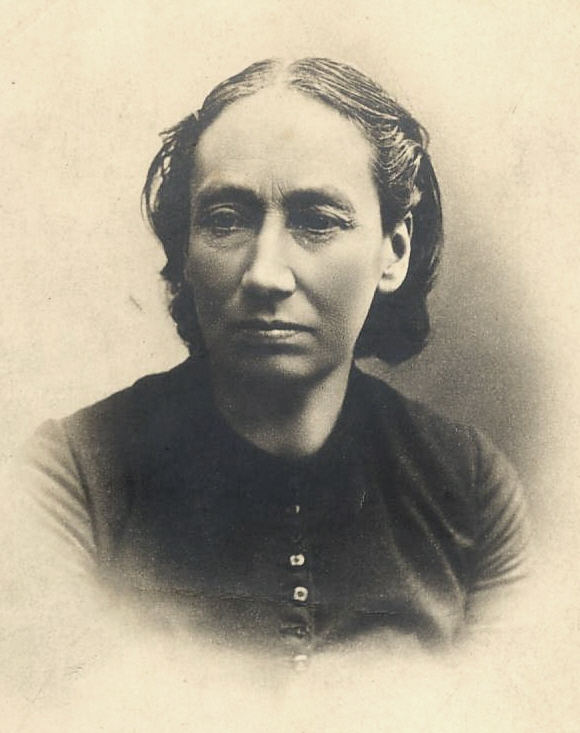
Louise Michel (1830–1905) war eine bedeutende Exponentin des Anarchismus

Auch viele Anarchisten verstehen sich in sozialistischer Tradition:

„Was im Juni 1848 unterlag, war nicht der Sozialismus im Allgemeinen, nur der Staatssozialismus, der autoritäre und reglementmäßige Sozialismus, der geglaubt und gehofft hatte, dass der Staat den Bedürfnissen und legitimen Wünschen der Arbeiterklasse volle Befriedigung gewähren werde und mit seiner Allmacht eine neue soziale Ordnung einführen wolle und könne.“

Die Theorie des Anarchismus lehnt daher staatliche Strukturen als Herrschaftsinstrument ab. Der Anarchismus baut auf die freiwillige Verbindung der Individuen in Kollektiven, Räten und Kommunen, um dieselben Ziele zu erreichen. Der Anarchismus strebt eine Synthese zwischen individueller Freiheit und kollektiver Verantwortung an und unterscheidet sich von den autoritären Strömungen. Statt des Staates wird beispielsweise von Bakunin vorgeschlagen:

„Die Gesellschaft so zu organisieren, dass jedes auf die Welt kommende männliche oder weibliche Wesen ungefähr gleiche Mittel zur Entwicklung seiner Fähigkeiten und ihrer Nutzbarmachung durch die Arbeit vorfindet…“

### Religiös motivierte Sozialisten

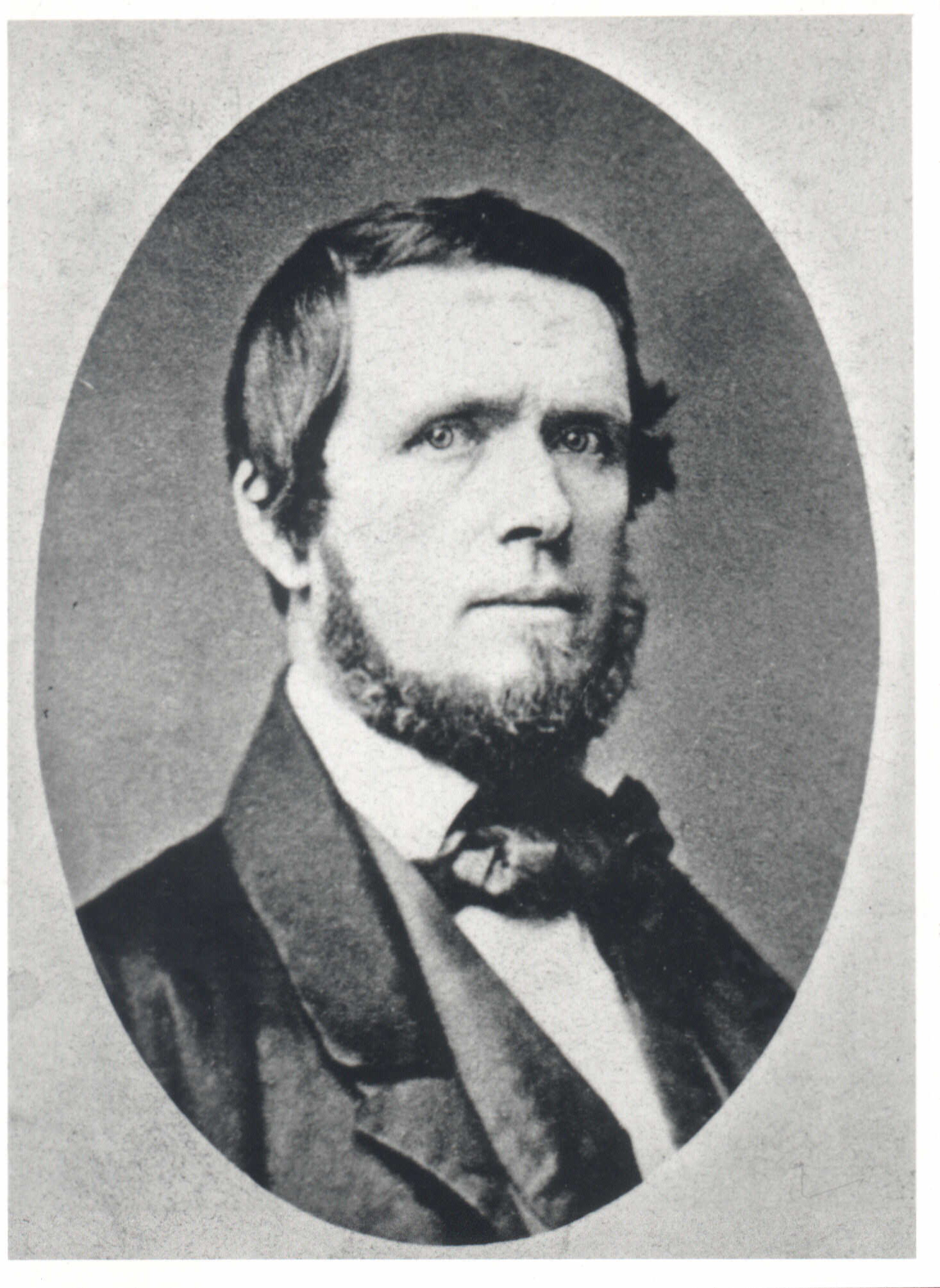
Wilhelm Weitling (1805–1871) begründete sozialistische Positionen unter Bezugnahme auf das christliche Gleichheitsideal

Die Bewegung des Religiösen Sozialismus entstand mit der erstarkenden Arbeiterbewegung in Mitteleuropa seit dem 19. Jahrhundert vor allem unter sozial engagierten Christen, zum Teil auch Juden.
Dass der Sozialismus, der den demokratischen Radikalismus der deutschen Handwerker, Arbeiter und Intellektuellen ablöste, sich als religiöser Sozialismus konstituierte, ist entscheidend auf den Schneidergesellen Wilhelm Weitling, das Haupt der Bewegung zu Beginn der 1840er Jahre, zurückzuführen. Seine sozialistische, am Ideal der Gütergemeinschaft orientierte Gesellschaftsutopie begründete Weitling in der Schrift Die Menschheit wie sie ist und sein sollte 1839/40, aber auch noch in seinem Evangelium eines armen Sünders 1843 überwiegend christlich-religiös.
Besonders seit der Erfahrung des Ersten Weltkriegs gewann unter Juden die Überzeugung an Boden, dass dauerhafter Frieden entsprechend der Tora und dem Evangelium nur verwirklicht werden könne, wenn der auf Egoismus, Konkurrenz und Ausbeutung gegründete Kapitalismus überwunden werde.
Hermann Samuel Reimarus, Karl Kautsky, R. Eisler, Samuel George Frederick Brandon, und andere beriefen sich in ihrem „sozialen und politischen Kampf gegen bestehende Ordnungen“ auf Person und Handeln Jesu, und betonten seine Nähe zur Bewegung der Zeloten.
Andere wie z. B. der Theologe Hans Küng, halten eine Inanspruchnahme Jesu für sozialrevolutionäre Bestrebungen für konstruiert.
Die Befreiungstheologie oder Theologie der Befreiung ist eine in Lateinamerika entstandene Richtung der christlichen Theologie. Die Grundkonzepte der Befreiungstheologie entstanden seit Mitte der 1960er Jahre aus der Selbstorganisation von katholischen Basisgemeinden in Brasilien. Den Namen gab ihr das im Dezember 1971 erschienene Buch Teología de la liberación von Gustavo Gutiérrez. Sie versteht sich als „Stimme der Armen“ und will zu ihrer Befreiung von Ausbeutung, Entrechtung und Unterdrückung beitragen. Aus der Situation sozial deklassierter Bevölkerungsteile heraus interpretiert sie biblische Tradition als Impuls für umfassende Gesellschaftskritik. Mit einem Bekenntnis zum gelebten Glauben im Diesseits arbeitet die Befreiungstheologie für eine basisdemokratische und teilweise sozialistische Gesellschaftsordnung.

### Marxistischer Sozialismus

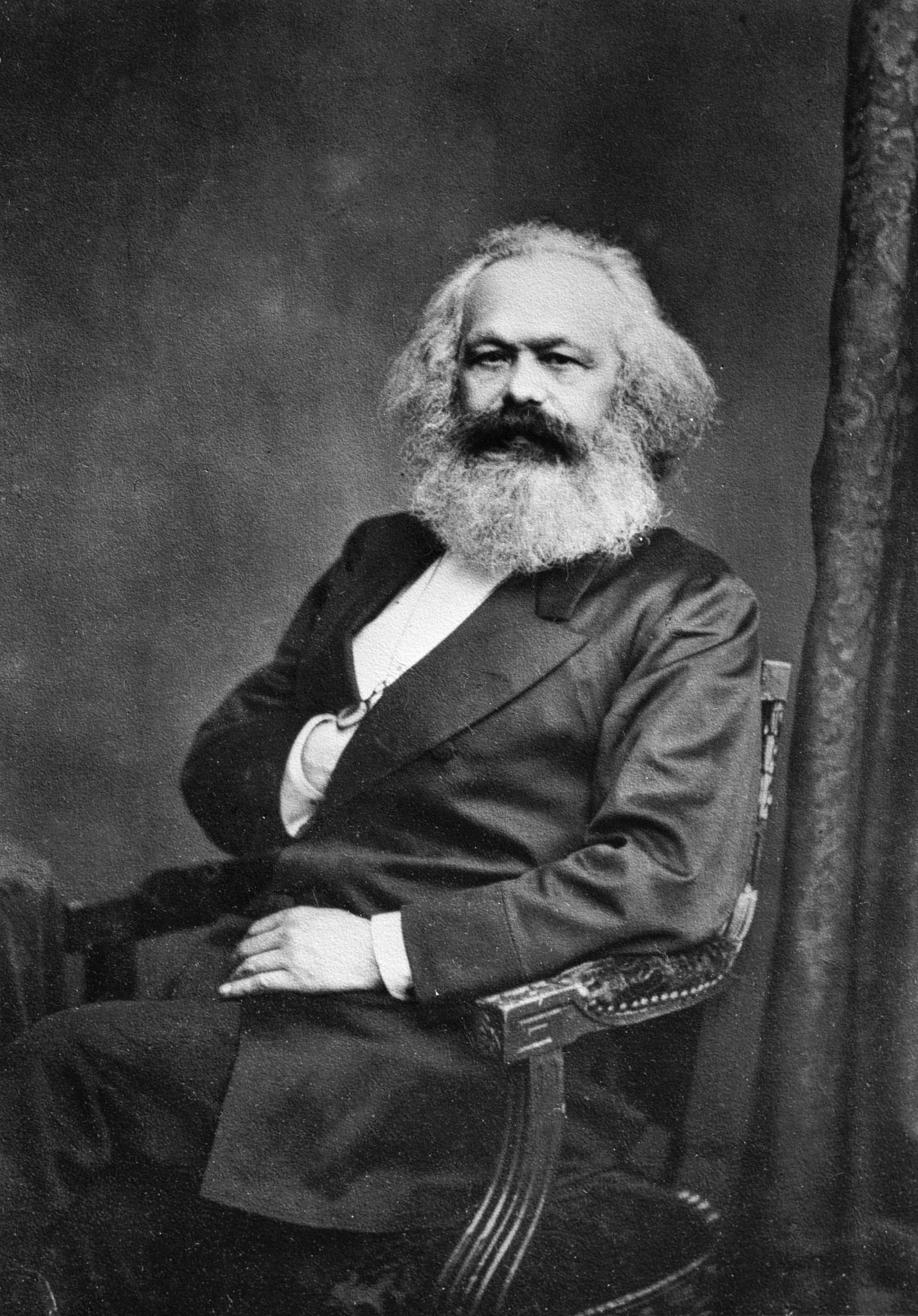
Karl Marx, vor 1875

Laut Friedrich Engels bedeutete Sozialismus noch 1847 eine Bourgeoisbewegung, Kommunismus indes eine Arbeiterbewegung (Cabet, Weitling), weswegen Karl Marx und Engels damals noch der Bezeichnung „Kommunisten“ den Vorzug gaben. Erst 1887 bekannten sich sogar die englischen Gewerkschaften zum Sozialismus.
Der Marxismus hatte lange Zeit die Deutungshoheit in der sozialistischen Bewegung. Nach dem Verfall der ersten Internationale 1876 bis über den größten Teil des gesamten 20. Jahrhunderts hinweg wurden Diskussionen innerhalb des und über den Sozialismus überwiegend mit den von Marx und Engels geprägten Begriffen geführt.
Marx und Engels betrachteten den Frühsozialismus als Utopischen Sozialismus und stellten ihm den wissenschaftlichen Sozialismus gegenüber. Nach der Theorie von Marx und Engels stehen sich in der Epoche des Kapitalismus die Kapitalistenklasse (Privateigentümer auf Produktionsmittel) und die Arbeiterklasse (Proletariat) als Gegenspieler gegenüber. Die Arbeiter seien gezwungen ihre Arbeitskraft an die Kapitalisten zu verkaufen. Der jeweilige Kapitalist stelle die Arbeiter als Lohnabhängige ein und profitiere von deren Arbeit, weil er den Arbeitern immer nur einen Teil des durch ihre Arbeit erwirtschafteten Geldes auszahle, den Rest behalte er für sich. Demnach entstehe Ausbeutung. Die verschiedenen Interessen der beiden Klassen würden sich in einem stetigen Widerstreit befinden, also in einem Klassenkampf. Die Zuspitzung dieses Widerstreits würde es nach Marx und Engels erforderlich machen, dass die organisierte Arbeiterklasse die Macht erobern müsse, um sich selbst zu befreien. Nach Marx ist die Diktatur des Proletariats mit ihrer Aufgabe die Aufhebung des Privateigentums an Produktionsmitteln die Voraussetzung der klassenlosen Gesellschaft (Kommunismus). Nach Friedrich Engels wird diese Diktatur eine demokratische Herrschaft der Mehrheit über die Reste der Ausbeuterklasse sein. Marx und er forderten Verstaatlichungen aller Produktionsmittel, zum Beispiel im Manifest der Kommunistischen Partei:

„Das Proletariat wird seine politische Herrschaft dazu benutzen, der Bourgeoisie nach und nach alles Kapital zu entreißen, alle Produktionsinstrumente in den Händen des Staats, d. h. des als herrschende Klasse organisierten Proletariats, zu zentralisieren und die Masse der Produktionskräfte möglichst rasch zu vermehren.“

 Wie die Gesellschaftsform nach der Entwicklung vom Sozialismus zum Kommunismus, also der klassenlosen Gesellschaft, genauer aussehen werde, wurde von Marx und Engels bewusst nicht genauer ausgemalt und werde sich der Theorie folgend anhand konkreter gesellschaftlicher Entwicklungen und Widersprüche zeigen.
Zwei bekannte Zitate, die sich um die Entwicklung zur höheren Phase der kommunistischen Gesellschaft drehen:

„In einer höheren Phase der kommunistischen Gesellschaft, nachdem die knechtende Unterordnung der Individuen unter die Teilung der Arbeit, damit auch der Gegensatz geistiger und körperlicher Arbeit verschwunden ist; nachdem die Arbeit nicht nur Mittel zum Leben, sondern selbst das erste Lebensbedürfnis geworden; nachdem mit der allseitigen Entwicklung der Individuen auch ihre Produktivkräfte gewachsen und alle Springquellen des genossenschaftlichen Reichtums voller fließen – erst dann kann der enge bürgerliche Rechtshorizont ganz überschritten werden und die Gesellschaft auf ihre Fahne schreiben: Jeder nach seinen Fähigkeiten, jedem nach seinen Bedürfnissen!“

„Sobald es keine Gesellschaftsklasse mehr in der Unterdrückung zu halten gibt, sobald mit der Klassenherrschaft und dem in der bisherigen Anarchie der Produktion begründeten Kampf ums Einzeldasein auch die daraus entspringenden Kollisionen und Exzesse beseitigt sind, gibt es nichts mehr zu reprimieren, das eine besondre Repressionsgewalt, einen Staat, nötig machte. Der erste Akt, worin der Staat wirklich als Repräsentant der ganzen Gesellschaft auftritt – die Besitzergreifung der Produktionsmittel im Namen der Gesellschaft, ist zugleich sein letzter selbständiger Akt als Staat. Das Eingreifen einer Staatsgewalt in gesellschaftliche Verhältnisse wird auf einem Gebiete nach dem andern überflüssig und schläft dann von selbst ein. An die Stelle der Regierung über Personen tritt die Verwaltung von Sachen und die Leitung von Produktionsprozessen. Der Staat wird nicht ‚abgeschafft‘, er stirbt ab.“

Die Phase der Diktatur wurde von Wladimir Iljitsch Lenin als eigenständige Gesellschaftsformation verstanden, die er als Sozialismus bezeichnete. In ihr würden die Proletarier die Produktionsverhältnisse durch Vergesellschaftung der Produktionsmittel so verändern, dass schließlich die Klassengegensätze selbst aufgehoben würden. Der Staat, von Marx als Instrument der Unterdrückung einer Klasse durch die andere gedacht, werde somit überflüssig und sterbe ab, woraus die letzte Gesellschaftsformation der Menschheitsgeschichte möglich werde, der Kommunismus.
Im sogenannten Revisionismusstreit innerhalb der deutschen Sozialdemokratie grenzten sich Marxisten, die auf eine Revolution setzten, von solchen ab, die den Sozialismus auf dem Wege von Reformen herbeiführen wollten. Rosa Luxemburg betonte hierbei die Unumgänglichkeit der Revolution, indem sie zum Beispiel schrieb:

„Für die Sozialdemokratie besteht zwischen der Sozialreform und der sozialen Revolution ein unzertrennlicher Zusammenhang, indem ihr der Kampf um die Sozialreform das Mittel, die soziale Umwälzung aber der Zweck ist.“

Ihr parteiinterner Gegner Eduard Bernstein vertrat die Ansicht, die Sozialdemokratie könne die angestrebte grundlegende Erneuerung der Gesellschaft durch einen beständigen Reformprozess erreichen. Er stellte die Notwendigkeit der proletarischen Revolution in Frage und propagierte die Teilhabe am politischen System des Kaiserreiches. In der Weimarer Republik und den ersten zwanzig Jahren der Bundesrepublik wurde diese Differenzierung durchgehalten.

### Sozialdemokratie

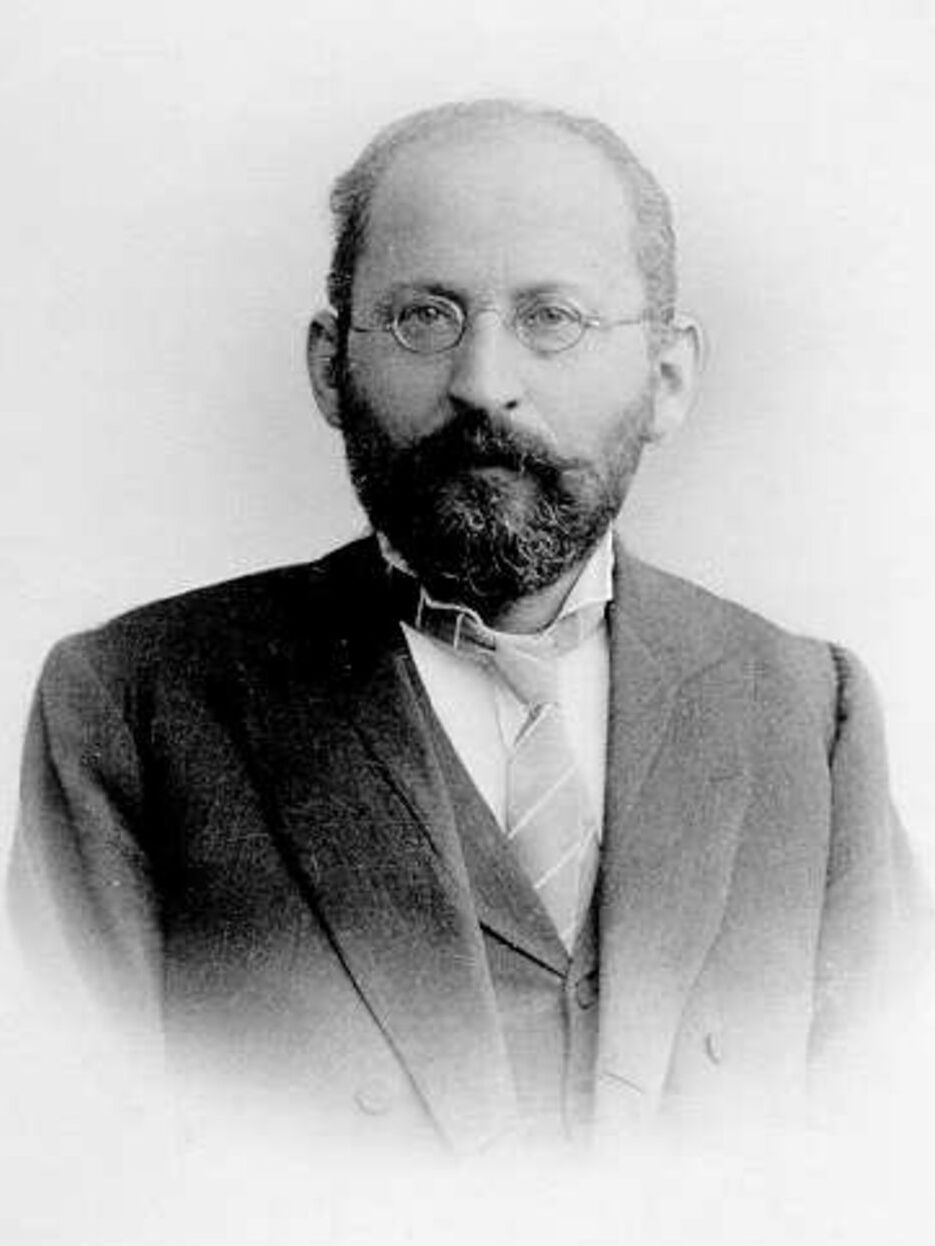
Eduard Bernstein (1850–1932) Vertreter des sozialdemokratischen Reformismus

In der europäischen Sozialdemokratie setzte sich seit etwa 1900 der Reformismus durch, der den Sozialismus nicht durch eine soziale Revolution, sondern durch demokratische Reformen erreichen zu können glaubt. Damit wurden sozialdemokratische Gründungsprogramme, die Sozialismus gemäß der marxschen Theorie vom Klassenkampf als Ergebnis krisenhafter Zuspitzungen der sozialen Gegensätze und revolutionärer Umgestaltungen erwarteten, zuerst in der praktischen Alltagspolitik und dann theoretisch aufgegeben.
In Deutschland begann die Auseinandersetzung um einen revolutionären oder reformistischen Weg zum Sozialismus mit Veröffentlichungen Eduard Bernsteins, die 1896 die Revisionismusdebatte auslösten. Zwar fand Bernsteins Position in der SPD zunächst keine Mehrheit, doch setzte sie sich nach dem Tod des Parteivorsitzenden August Bebel 1913 unter seinem Nachfolger Friedrich Ebert mehr und mehr durch. Hieraus und aus der Zustimmung der SPD-Reichstagsfraktion zu den Kriegsanleihen zur Finanzierung des Ersten Weltkriegs 1914, an dem die Sozialistische Internationale zerbrach, wurden ideologische Auseinandersetzungen innerhalb der Sozialdemokratie manifest, die schließlich zur Spaltung der SPD in USPD und MSPD führte. Sie verschärften sich seit der Oktoberrevolution in Russland 1917. Es kam zu einer Spaltung zwischen Sozialisten und Kommunisten, die eigene kommunistische Parteien gründeten. Der Bruch zwischen beiden Lagern zeigte sich besonders am Verhältnis zum sogenannten Realsozialismus sowjetischer Prägung. Die Anfang 1919 gegründete Kommunistische Partei Deutschlands (KPD) beanspruchte als Nachfolgerin des Spartakusbundes, mit dem proletarischen Internationalismus die besten sozialdemokratischen Traditionen zu bewahren. Mit der Ermordung der Spartakusführer und KPD-Gründer Rosa Luxemburg und Karl Liebknecht wurde die Spaltung der deutschen Arbeiterbewegung in die reformorientierte SPD und die marxistisch-revolutionäre KPD unumkehrbar, während die USPD bis 1922 zwischen diesen beiden Polen zerrieben wurde und danach keine bedeutende Rolle in der Weimarer Republik mehr spielte.
In Russland spaltete sich die Sozialdemokratie schon 1903 in die reformorientierten Menschewiki (= Minderheitler) und die marxistisch-revolutionären Bolschewiki (= Mehrheitler), deren Gegensatz nach vorübergehender neuer Zusammenarbeit 1912 endgültig wurde. Den Menschewiki gelang unter Kerenski mit der Februarrevolution 1917 der Sturz des Zaren und die Regierungsbildung, doch setzten sie den Krieg gegen Deutschland für Gebietsgewinne fort. Die theoretische, nach seiner Rückkehr aus dem Exil 1917 auch die praktische Führung der Bolschewiki übernahm Lenin. Durch das Angebot eines Sofortfriedens gewann er eine Mehrheit im Rätekongress, die er für eine erneute Revolution – diesmal gegen die provisorische Regierung in Petrograd – nutzte. Nach dem fünfjährigen Russischen Bürgerkrieg gegen verschiedene zarentreue „Weiße Truppen“ (vgl. Weiße Armee) gründeten die Bolschewiki die UdSSR mit der seit 1952 KPdSU genannten alleinherrschenden Staatspartei. Damit verlor die unterlegene russische Sozialdemokratie fast bis zum Ende der Sowjetunion 1990 jede machtpolitische Bedeutung.
Die innersozialistischen Gegensätze in der „Systemfrage“, die in Deutschland zugunsten der Reformisten, in Russland zugunsten der Leninisten ausgegangen waren, vertieften nach dem Rechtsruck der Weimarer Republik ab 1923 die Spaltung zwischen Sozialdemokraten und Kommunisten und schwächten so die Zukunftsperspektiven des Sozialismus weltweit. Obwohl die SPD bis zu ihrem Heidelberger Programm von 1925 am Ziel einer Ablösung der kapitalistischen durch eine sozialistische Wirtschaftsordnung festhielt, ging sie im politischen Alltag den Weg einer Reformpartei, die ihre Ziele parlamentarisch durch Kompromisse und Koalitionen – auch mit gegnerischen Kräften der Gesellschaft – allmählich durchzusetzen suchte. Obwohl sie eine der größten demokratischen Parteien in der ersten deutschen Republik blieb und die meisten Regierungen mittrug, geriet sie bald in die politische Defensive gegenüber deutschnationalen und rechtsradikalen Parteien, bis sie 1933 kurz nach der KPD mit allen übrigen Parteien außer der NSDAP vom neuen Regime des Nationalsozialismus verboten, ihre Führungskräfte verfolgt und ihre Strukturen zerschlagen wurden.
Nach dem Ende der NS-Diktatur konnte die SPD sich regenerieren und griff nun auf sozialistische Ziele zurück, die das Wiedererstarken des Faschismus durch energische Eingriffe in den Monopolkapitalismus verhindern sollten. Doch erst nach ihrer Wende zur Marktwirtschaft im Godesberger Programm 1959 wandelte sie sich zur Volkspartei. Dabei definierte sie „Sozialismus“ nun in ausdrücklicher Abgrenzung vom Sowjetkommunismus als „Demokratischen Sozialismus“, um damit ihre Anerkennung des pluralistischen Systems der westlichen Demokratien zu zeigen. So befreite die SPD sich allmählich aus ihrer Oppositionsrolle und stellte mit Willy Brandt 1969 erstmals den Bundeskanzler der Bundesrepublik Deutschland. Dessen Regierungserklärung versprach „mehr Demokratie“, jedoch keinen Sozialismus im Sinne der alten SPD-Programme mehr.
In der Sowjetischen Besatzungszone war es unter sowjetischem Einfluss zur Zwangsvereinigung der SPD mit der dominierenden KPD zur SED gekommen, die in der DDR von 1949 bis zu deren Niedergang 1989/1990 an der Macht blieb und sich an der KPdSU und dem politischen System der UdSSR ausrichtete. Dort wurde der Sozialismus weiterhin als Gegensatz zum westlichen Kapitalismus und Vorstufe zum Kommunismus aufgefasst.
Seit dem Scheitern des Realsozialismus leiteten sozialdemokratische Regierungen in Europa eine zunehmende Öffnung zur „Neuen Mitte“ ein. In der SPD begann dieser Prozess etwa 1999 mit dem „Schröder-Blair-Papier“, einer gemeinsamen Erklärung von SPD-Kanzler Gerhard Schröder und dem damaligen britischen Premier Tony Blair von der Labour Party, und führte über die Hartz-IV-Gesetze 2002 bis zur Debatte über die Streichung des demokratischen Sozialismus aus dem Parteiprogramm.
Globalisierungskritiker wie Attac und ehemalige SPD-Linke wie Oskar Lafontaine (später Die Linke, jetzt Bündnis Sahra Wagenknecht) sehen darin eine Abkehr von sozialdemokratischen Grundwerten und eine Wende zum Neoliberalismus, der für sie eine besonders aggressive Steigerung des internationalen Kapitalismus ist.
Die SPD sieht sich jedoch nach wie vor als sozialistische Partei und bekennt sich in ihrem Hamburger Parteiprogramm (2007) ausdrücklich in der Tradition der „marxistischen Gesellschaftsanalyse“ zum Demokratischen Sozialismus.

### Realsozialismus

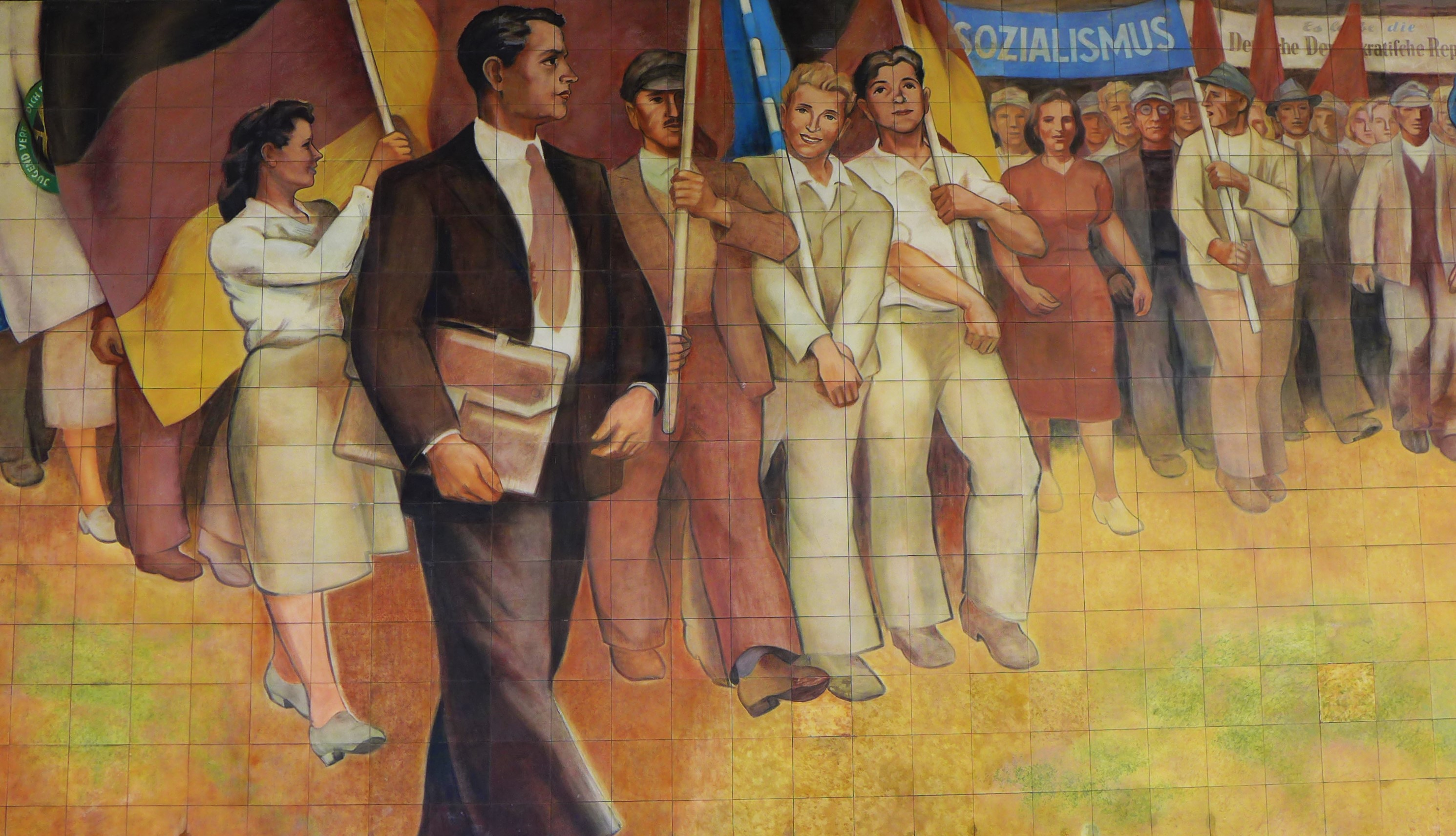
Detail aus dem Wandbild Aufbau der Republik von Max Lingner, entstanden 1950–1952 am Haus der Ministerien in der Leipziger Straße (Berlin), wo am 7. Oktober 1949 die DDR gegründet wurde

Sowjetisches Lenindenkmal in Ulan-Ude

Als real existierenden Sozialismus bezeichneten sich jene Staaten, die seit 1917 von einer Kommunistischen Partei, in der Regel in einem Ein-Parteien-System, regiert wurden: besonders die Sowjetunion mit der KPdSU und die ab 1945 an ihrem System ausgerichteten Staaten des europäischen „Ostblocks“, darunter: Polen, ČSSR, Ungarn, Bulgarien, Rumänien, Deutsche Demokratische Republik sowie die Mongolische Volksrepublik. Weiterhin bestehen bis heute einige weitere sehr unterschiedliche, sich teilweise widersprechende von manchen als realsozialistisch bezeichnete Systeme wie die Volksrepublik China (seit 1949), im nach dem Vietnamkrieg vereinigten Vietnam (spätestens seit 1975), Laos (seit 1975), Kuba (seit 1959) oder Nordkorea (seit 1948).
Mit der Oktoberrevolution 1917 in Russland sollten die Ideen des Sozialismus erstmals in einem großen Flächenstaat in die Praxis umgesetzt werden. Der Begriff des Realsozialismus sollte erklären, warum viele Vorhersagen der marxschen Theorie wie die Weltrevolution und die rasche Entwicklung größeren Wohlstands in den sozialistischen Staaten nicht eintraten und diese Staaten sich dennoch weiter zum Kommunismus entwickelten, allerdings mit Problemen der Realpolitik zu kämpfen hatten.
Stalin vertrat nach Lenins Tod die Theorie vom möglichen „Sozialismus in einem Land“, der sich unabhängig von der Weltrevolution etablieren und halten könne. Trotzki stellte dagegen seine Theorie der permanenten Revolution auf, um bürokratische Erstarrung einer Sozialrevolution durch erneute innenpolitische Umwälzungen und Revolutionierung weiterer Länder zu verhindern. Nachdem sich Stalin gegen Trotzki durchgesetzt hatte, gab die von ihm beherrschte KP die ursprünglichen Ziele auch der Bolschewiki auf, die eine Demokratisierung nach erfolgreichem Aufbau sozialistischer Produktionsverhältnisse in Aussicht gestellt hatten. Stalins rigorose Zwangsmaßnahmen zur forcierten Industrialisierung, Kollektivierung der Landwirtschaft, ethnischen Homogenisierung und Ausschaltung jeder möglichen Opposition – zusammengefasst als Stalinismus – aber auch die ähnliche Politik seiner Nachfolger und die ständigen schweren Verstöße gegen die Menschenrechte in realsozialistischen Staaten haben diese Systeme weltweit diskreditiert. Die faktisch nationale, diktatorisch-technokratische Machtpolitik und das imperialistische Hegemoniestreben solcher Staaten gefährdete aus Sicht vieler Kritiker alle weiteren Anläufe zu einem von der Sowjetunion oder China unabhängigen Sozialismus. Realsozialismus wird dabei entweder als logische Konsequenz des marxschen Sozialismusmodells oder als dessen Verkehrung ins Gegenteil kritisiert, sodass viele Kritiker diesen Staaten das Recht absprachen, sich sozialistisch zu nennen.

### Neosozialismus
In den 1920er Jahren entstand in Frankreich als Reaktion auf die Positionen der Parteispitze der Section française de l’Internationale ouvrière (SFIO), die als sklerotisch und im 19. Jahrhundert verhaftet wahrgenommen wurden, der Neosozialismus. Linke Absolventen der École normale supérieure (Paris) um Marcel Déat entwickelten die Theorie, dass nicht durch Klassenkampf und Revolution der Sozialismus erreicht werden könne, sondern durch ein breites Bündnis namentlich mit den linksbürgerlichen Radikalsozialisten. Dadurch sollten Schlüsselpositionen in der Verwaltung erobert werden, von denen aus zuerst die Profite der Unternehmer, schließlich auch deren Betriebe sozialisiert werden würden. 1930 legte Déat in seinen Perspectives socialistes eine Art Programmschrift des Neosozialismus vor, in der er nicht nur den Marxismus, sondern auch den Internationalismus der SFIO hinter sich ließ. Auf dem Parteikongress 1933 propagierte Adrien Marquet einen nationalen Sozialismus unter der Parole französisch ordre, autorité, nation (Ordnung, Autorität, Nation), woraufhin die Neosozialisten aus der SFIO ausgeschlossen wurden. Sie gründeten die Parti socialiste de France-Union Jean Jaurès, in der sich von Anfang an auch antisemitische Ressentiments laut wurden, wahrnehmbar etwa in der höhnischen Ablehnung des Aufnahmeantrags Salomon Grumbachs. In der Folgezeit drifteten Déat und die Neosozialisten immer weiter Richtung Faschismus. Sie propagierten autoritäre Steuerungsmodelle zur Lösung der Weltwirtschaftskrise und der politischen Probleme der Dritten Republik, die schließlich bei Déat und mehreren seiner Anhänger in eine Ablehnung von Frankreichs Eintritt in den Zweiten Weltkrieg („Mourir pour Dantzig?“) und in die Kollaboration mit dem nationalsozialistischen Deutschland führten.

### Nationaler Sozialismus
Gegen Ende des 19. Jahrhunderts entstanden in manchen europäischen Staaten Strömungen, die einen „Dritten Weg“ zwischen den sich gegeneinander definierenden und bekämpfenden Richtungen des Nationalismus und des Sozialismus suchten. Als vage Vordenker und Wegbereiter national-sozialistischer Ideen im deutschen Sprachraum gelten Autoren des Kaiserreichs, die eine Gemeinwirtschaft im Rahmen der Nation anstrebten und sich vom Internationalismus des Marxismus wie der Sozialdemokratie abgrenzten. Solche Entwürfe entstanden ungefähr seit der politischen Wende von 1890, die durch die Entlassung Otto von Bismarcks als Reichskanzler und die Legalisierung der SPD markiert war.
Seit etwa 1890 war in der SPD die Vorstellung gewachsen, Sozialismus sei nicht durch Entmachtung der nationalen Eliten, sondern Zusammenarbeit mit ihnen und partielle Unterstützung ihrer Politik zu erreichen. Dies war eine Reaktion auf Angriffe wie beispielsweise von Gustav Tuch, der 1887 erklärte, der preußische Militarismus sei „der einzig wahre nationale und zivilisierte Sozialismus […] gegenüber dem vaterlandslosen und barbarischen Sozialismus der Sozialdemokratie“. Zwar wies Karl Kautsky dies damals zurück; aber Vertreter des Revisionismus fanden in der SPD wachsendes Gehör. So erklärte Eduard Bernstein 1899 in seinem Buch Die Voraussetzungen des Sozialismus:

„Im weiteren Verlaufe wird das Nationale so gut sozialistisch sein wie das Munizipale. Nennen sich doch schon heute Sozialisten demokratischer Staatswesen gern Nationalisten.“

Mit der Zustimmung zum Burgfrieden und zu den Kriegskrediten am 4. August 1914 erhoffte sich die SPD Akzeptanz bei den Eliten und mehr demokratische Partizipation als Gegenleistung.
Willy Huhn, der 1952 ein Buch zu nationalistischen und militaristischen Traditionen innerhalb der Sozialdemokratie veröffentlichte, beschrieb die SPD, die sich nach der Gründung der USPD 1917 Mehrheitssozialdemokratische Partei Deutschlands (MSPD) nannte, aufgrund solcher Belege als „die erste nationalsozialistische Partei“ der Weltgeschichte. Huhn fand in den Ideen der Kriegssozialisten die „Deutsche Arbeitsfront“ des „Dritten Reiches“ vorgezeichnet.
In der SPD der Zwischenkriegszeit gab es einen rechtsgerichteten Flügel vorwiegend jüngerer Mitglieder, die die Sozialdemokratie für nationalistische, autoritäre und antirationalistische Ideen öffnen wollten. Wichtigste Organisation dieser Richtung war der von 1923 bis 1926 innerhalb der Jungsozialisten bestehende Hofgeismarer Kreis. Namhafte Vertreter des jung-rechten Flügels der Sozialdemokratie waren Paul Tillich, Hermann Heller, Carlo Mierendorff und Theodor Haubach. Zeitweise gab es auch Verbindungen zu Ernst Niekisch. In der Absicht, den aufkommenden Nationalsozialismus zu bekämpfen, wollten sie diesem einen „nationalen Sozialismus“ entgegensetzen und nahmen dazu zum Teil auch Anleihen bei Ideologie und Praxis der nationalistischen Rechten. Vertreter dieser Richtung fanden sich später auch im Widerstand gegen den Nationalsozialismus wieder, insbesondere im Kreisauer Kreis.
Auch die damaligen Linksparteien gebrauchten nationalistische Motive, um Massen zu mobilisieren und Wähler der Rechten anzuziehen. So verabschiedete die KPD 1930 eine programmatische Erklärung „zur nationalen und sozialen Befreiung des deutschen Volkes“ und wandte sich 1932 gegen die im Youngplan festgelegten Reparationszahlungen als „Tributsklaverei des deutschen Volkes“.

### Neue Linke

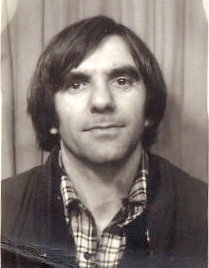
Rudi Dutschke (1940–1979) Wortführer der bundesdeutschen Neuen Linken

Aus der Außerparlamentarischen Opposition der 1960er Jahre gingen seit 1970 zum einen eine Reihe von K-Gruppen, zum anderen „undogmatische“ und „antiautoritäre“ Gruppen hervor, die als „Neue Linke“ zusammengefasst werden. Unter ihnen war das 1969 gegründete Sozialistische Büro in Offenbach eine der einflussreichsten Organisationen. Studentenführer wie Rudi Dutschke vertraten einen demokratischen Sozialismus, den sie sowohl gegen die Sozialdemokratie als auch gegen den Realsozialismus abgrenzten. Sie blieben meist außerhalb von Parteien in verschiedenen Neuen sozialen Bewegungen engagiert und hatten kaum Rückhalt in der Arbeiterschaft und bei Gewerkschaften, gewannen aber mit Gründung und Aufstieg der neuen Partei Die Grünen parlamentarischen Einfluss. Kulturell erreichte die Deutsche Studentenbewegung der 1960er Jahre eine Liberalisierung der Gesellschaft und differenziertere Haltung zum Ideal des Sozialismus als im Kalten Krieg, wo dieser Begriff fast nur mit diktatorischen Zuständen östlicher Systeme identifiziert wurde.

### Neue sozialistische Parteien
Demokratischer Sozialismus, zwischen 1928 und 1934 aus kommunistischer Sicht im Zusammenhang mit der SPD noch als Sozialfaschismus verschrien, wurde auch in der DDR von der kommunistischen SED meist als ein Synonym für Sozialdemokratie definiert und als „Sozialdemokratismus“ ideologisch abgewertet. Nach der Wende in der DDR erklärte die gestürzte SED diesen Begriff aber zu ihrer Leitidee, indem sie sich 1990 zur Partei des Demokratischen Sozialismus (PDS) umbenannte und sich programmatisch wandelte. 2005 benannte sich die PDS in Die Linkspartei um und vereinte sich am 16. Juni 2007 mit der westdeutschen WASG zur neugebildeten Partei Die Linke.
In anderen Staaten Westeuropas hatten kommunistische Parteien schon seit den 1960er Jahren einen antisowjetkommunistischen Kurs zum Eurokommunismus eingeschlagen: etwa die Kommunistische Partei Italiens, die sich 1990 umbenannte in „Demokratische Partei der Linken“ (italienisch Partito Democratico della Sinistra – PDS) oder die Kommunistische Partei Frankreichs (KPF, französisch PCF). Diese ehemals kommunistischen Parteien setzen zum einen auf einen Ausbau des Sozialstaats und eine Zähmung des Kapitalismus durch gesetzliche Eingriffe, zum anderen wollen sie den Parlamentarismus stärker mit Plebisziten und direkter Demokratie ergänzen.
Im Vorfeld der Wahlen zum russischen Staatspräsidenten hat auch der letzte Präsident der früheren UdSSR, Michail Gorbatschow, im Oktober 2007 eine sozialdemokratische Bewegung gegründet, um Tendenzen zu einer neuen Diktatur, Abbau von sozialen Rechten und Massenverarmung in Russland zu begegnen.

## Umstritten

### Nationalsozialismus

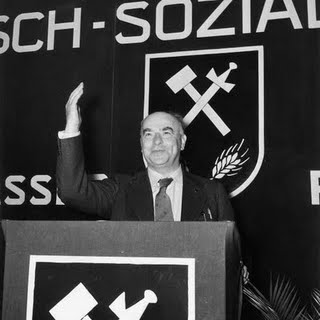
Otto Strasser (hier ein Bild aus dem Jahr 1956) vertrat einen antimarxistischen Sozialismus innerhalb der NSDAP.

Das Verhältnis von Sozialismus und Nationalsozialismus ist unter Wissenschaftlern umstritten, was vor allem an den unterschiedlichen Verwendungen des Sozialismusbegriffs liegt. 
In der Frühzeit der NSDAP bezeichnete Hitler die Partei explizit als sozialistisch und lehnte mit dieser Begründung 1921 ihre Fusion mit der Deutschsozialen Partei ab. Sozialismus war für ihn die „Lehre von härtester Pflichterfüllung […] Wahrer Sozialismus ist höchstes Volkstum“. Insofern lehnte er den marxistischen Sozialismusbegriff ab, der das Volk spalte: für einen „‚klassenbewussten‘ Proletarier“ sei in der Partei ebenso wenig Platz „wie für einen standesbewussten Bürger“. Im internationalen Kapitalismus, den er mit dem Weltjudentum assoziierte, sah Hitler den Hauptfeind. Das 25-Punkte-Programm der NSDAP wies mehrere antikapitalistische Forderungen auf, so die Verstaatlichung von Trusts und die Maxime Gemeinnutz geht vor Eigennutz. Allerdings war Hitler nach dem Zeugnis seines ersten Biographen Konrad Heiden noch im Jahr 1920 strikt gegen eine Umbenennung der Deutschen Arbeiterpartei (DAP) in Nationalsozialistische Deutsche Arbeiterpartei (NSDAP), weil er dem Begriff sozialistisch ablehnend gegenübergestanden habe.
Ein wesentlicher Teil der Propaganda des Nationalsozialismus waren wirtschafts- und sozialpolitische Versprechungen. Der Nationalsozialismus gab vor, im Kontrast zu den unerfüllt gebliebenen Versprechungen des Sozialismus und angesichts des Elends der Weltwirtschaftskrise ein „Sozialismus der Tat“ zu sein.
Auf der Bamberger Führertagung erteilte Hitler am 14. Februar 1926 den Plänen des linken Parteiflügels um Gregor und Otto Strasser eine Absage und bekannte sich zum Privateigentum. Eine Unterstützung des Volksbegehrens zur Fürstenenteignung, wie Gregor Strasser und Joseph Goebbels sie befürworteten, unterblieb. Der verbliebene Flügel um Otto Strasser trat noch vor der Machtergreifung aus. Die Gruppe schrieb 1930 unter dem Titel „Die Sozialisten verlassen die NSDAP“:

„Für uns bedeutet Sozialismus Bedarfswirtschaft der Nation unter Anteilnahme der Gesamtheit der Schaffenden an Besitz, Leitung und Gewinn der ganzen Wirtschaft dieser Nation, d. h. also unter Brechung des Besitzmonopols des heutigen kapitalistischen Systems und vor allem unter Brechung des Leitungsmonopols, das heute an den Besitztitel gebunden ist.“

Laut Joachim Fest ist „die Diskussion über den politischen Standort des Nationalsozialismus nie gründlich geführt worden“. Hitler habe keine Produktionsmittel verstaatlicht, aber „nicht anders als die Sozialisten aller Schattierungen die soziale Gleichschaltung vorangetrieben“. Hitler habe selbst erklärt, dass sein Sozialismus im Sinne einer Verantwortung des Ganzen für den Einzelnen der ergänzende Begriff zum Wort Nationalismus sei. Mit einem mechanischen Aufbau des Wirtschaftslebens habe sein Sozialismusverständnis nichts zu tun, vielmehr finde in ihm der Kapitalismus erst seine Erfüllung: Somit sei für Hitler Sozialismus nur in einem kapitalistischen Wirtschaftssystem erreichbar gewesen. Diese Ideologie links zu nennen, sei politische Taktik gewesen. „Wie bei Hitler die Beteuerungen des Glaubens an die Tradition, an konservative Werte oder an das Christentum, waren die sozialistischen Parolen lediglich bewegliche ideologische Requisiten, die der Tarnung und Verwirrung des Feindes dienten. Sie konnten je nach Situation geändert oder neu arrangiert werden“.
Der Politikwissenschaftler Christoph H. Werth sieht in der vorgeblichen Synthese von Nationalismus und Sozialismus, die die Nationalsozialisten versuchten, einen wesentlichen Teil ihrer ideologischen Wirkung.
Götz Aly beschreibt die egalisierenden Tendenzen des NS-Regimes, mit dem allen Deutschen, die die Rassekriterien erfüllten, ab 1939 die gleichen Lebensmittelrationen zugeteilt und ihren Kindern unabhängig von der sozialen Herkunft ein Aufstieg oder eine Offizierskarriere ermöglicht worden seien, als „nationalen Sozialismus“. Diese Maßnahmen, ein „im zeitgenössischen Vergleich beispielloses sozialpolitisches Appeasement“, hätten größtenteils auf der Enteignung der deutschen Juden und der Ausbeutung der im Krieg besetzten Gebiete basiert und stark zur Massenzustimmung zum Nationalsozialismus beigetragen. Die Gleichheitsidee sei von den Nationalsozialisten zwar „rassisch pervertiert“ worden, stehe aber „im größeren Zusammenhang der egalitären Bewegungen und Utopien des 20. Jahrhunderts“.
Der Historiker Henry A. Turner dagegen glaubt nicht, dass Hitler je Sozialist war. Er habe sich stets zum Privateigentum und zum liberalen Konkurrenzprinzip bekannt, aber nicht aus einem echten Liberalismus heraus, sondern auf Grund seiner sozialdarwinistischen Grundannahmen. Im Sinne eines Primats der Politik habe er postuliert, die Wirtschaft müsse stets unter der vollständigen Kontrolle der Politik stehen. Eine konsistente ökonomische Theorie habe der Nationalsozialismus nie entwickelt. Auch der Wirtschaftshistoriker Harold James urteilt, dass Hitlers ökonomische Vorstellungen „nichts Sozialistisches an sich“ hatten. Der Kollektivismus der NSDAP habe auf die Politik gezielt, nicht auf die Wirtschaft, die er vor allem durch Genie und die Willenskraft von Erfindern und Konstrukteuren angetrieben sah. Der Sozialhistoriker Hans-Ulrich Wehler urteilt, dass der Sozialismus im Nationalsozialismus „allenfalls in verballhornter Form“ fortlebte, nämlich in der Ideologie der Volksgemeinschaft.
Da Hitler sich scharf vom Marxismus abgrenzte, dessen Anhänger in der Zeit des Nationalsozialismus verfolgt und ermordet wurden, hält es der britische Historiker Richard J. Evans für falsch, im Nationalsozialismus eine Verfremdung oder Weiterentwicklung des Sozialismus zu sehen. Zwar hätten Nationalsozialisten oft eine egalitäre Rhetorik gepflegt, die sich gegen die Macht des Kapitals wandte, aber ihre Rassenideologie sei etwas ganz anderes als der Klassenkampf des Sozialismus gewesen. Entsprechend ordnet er den Nationalsozialismus in mancher Hinsicht als eine extreme Gegen-Ideologie zum Sozialismus ein, dessen Rhetorik und Selbstdarstellung aber teilweise übernommen worden seien.

## Perspektiven

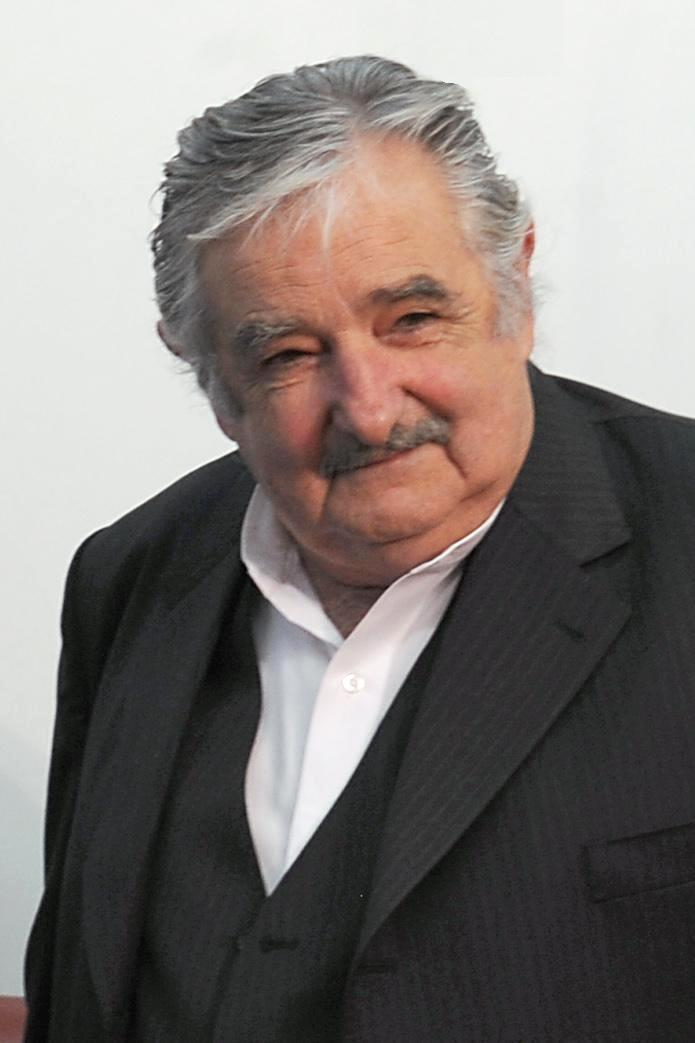
José Mujica (1935–2025) war 2010–2015 Präsident Uruguays und vertrat sozialistische Positionen

Eine wissenschaftliche Debatte über Sozialismus als alternativen Gesellschaftsentwurf, wie es sie während der deutschen Studentenbewegung der 1960er Jahre an den Universitäten gab, findet heute kaum mehr statt. Nur einzelne Sozialwissenschaftler wie Wolfgang Fritz Haug fordern angesichts eines Turbokapitalismus heutzutage und der damit verbundenen Lebensweisen, aus den historischen Erfahrungen zu lernen und das sozialistische Projekt zu aktualisieren. Eine kritische Bestandsaufnahme unternimmt unter anderem die Zeitschrift Das Argument und die dort ebenfalls angesiedelte Edition des Historisch-kritischen Wörterbuchs des Marxismus (HKWM). Auch im Umfeld der zur Partei Die Linke gehörenden Rosa-Luxemburg-Stiftung wird eine zukünftige alternative Lebensweise mit Sozialismus diskutiert.
Der Sozialphilosoph Axel Honneth hat mit seiner Schrift Die Idee des Sozialismus eine Kritik der ursprünglichen Idee des in der Industriellen Revolution wurzelnden Sozialismus vorgelegt und als dessen Kerngedanken die „soziale Freiheit“ neu definiert. Sozialismus bedeute heute experimentelle politische Ankersetzung auf dem Weg zu einer solidarischen Gesellschaft, die nicht nur auf der wirtschaftlichen, sondern auch in der politischen Ebene und in den persönlichen Beziehungen (insbesondere zwischen den Geschlechtern) anzustreben sei.
Ebenfalls eine Neuinterpretation stellt der politische Soziologe Heinz Dieterich mit seinem Konzept vom Sozialismus des 21. Jahrhunderts dar, in dem er versucht, marxistische Werttheorie mit basisdemokratischen Elementen zu verknüpfen, der dann eine nicht-marktwirtschaftliche, demokratisch von den unmittelbar Wertschaffenden bestimmende Äquivalenzökonomie zu Grunde liegt. Versuche, diese neue Theorie in die Praxis umzusetzen, finden sich derzeit in Venezuela (Bolivarismus) und Bolivien. Die Theorie eines Demokratischen Konföderalismus wird gegenwärtig in verschiedenen kurdischen Organisationen und Lokalverwaltungen sozialistischer Prägung zu realisieren versucht (Rojava, YPG).
Wolfram Elsner, Professor für Volkswirtschaftslehre an der Universität Bremen, sieht im Sozialismus chinesischer Prägung „gegenüber dem alten, eurozentrierten Sozialismusentwurf“, aber auch gegenüber dem „neoliberalen Finanzmarktkapitalismus“ ein „effektiveres Modell“. In seinem 2020 erschienenen Buch Das chinesische Jahrhundert schreibt er: „China ist heute fähig, die jahrzehntelange Diskreditierung und Tabuisierung jeder Idee von realem Sozialismus wieder aufzubrechen, vor allem weil es zeigt, dass Sozialismus im 21. Jahrhundert kein statisches, bürokratisches Armutssystem mehr ist, sondern diesbezüglich den real existierenden Kapitalismus sogar überflügeln und die menschlichen Perspektiven erweitern kann.“

## Kritik
Der Sozialismus war stets Kritik seitens seiner ideologischen Gegner ausgesetzt. Andererseits gab es aus den zahlreichen einzelnen sozialistischen Strömungen Kritik an Nebenströmungen und den bestehenden sozialistischen Verhältnissen.

### Konservatismus
Fjodor Michailowitsch Dostojewski, der in seiner Jugend selber Sozialist gewesen war, verurteilte später die Idee des Sozialismus. Einerseits machte er die Bedeutung der Kunst als Anästhetikum geltend und erkannte in provokanten Formeln wie „ein Paar Stiefel sei wichtiger als Shakespeare und eine Eierverkauferin nötiger als Puschkin“ des Nihilisten Dmitri Iwanowitsch Pissarew den Versuch, die Kunst durch das allgemeine Glück überflüssig werden zu lassen. Die persönliche Freiheit schätzte er besonders hoch, weshalb er seit Verbrechen und Strafe (1866) gegen die aufkommende Milieutheorie der gerade entstehenden Soziologie polemisierte. Gleichzeitig erkannte er im Atheismus der russischen Frühsozialisten den Kern ihrer Vorstellung von Perfektibilität und in der daran anschließenden Forderung nach einer Revolution mit der Errichtung einer utopischen Ordnung das Ende der Freiheit, wofür er in seinem Roman Die Dämonen (1873) das Bild vom Kristallpalast aus Nikolai Gawrilowitsch Tschernyschewskis Roman Was tun? aufgriff und nicht als Ausdruck menschlicher Schöpferkraft und Selbstbefreiung durch Technik wertete, sondern als Fortschrittsglauben, Materialismus, Ausdruck von Sterilität und Durchrationalisierung der Massen, womit er seinen Einspruch für die Fehlbarkeit des Menschen geltend machte. Gemeinsam mit dem Konservativen Konstantin Petrowitsch Pobedonoszew entwickelte er in der Zeitschrift Der Staatsbürger eine antiliberale wie antisozialistische Vorstellung von der russischen Orthodoxie und dem Zarenreich als Träger heilsgeschichtlicher Sendung. Die Begegnung mit Wladimir Sergejewitsch Solowjow führte ihn zu einer ethischen Kritik am Sozialismus, wonach er seine Ablehnung zwar beibehielt, jedoch andere Akzente setzte.
Stark beeinflusst durch Dostojewskis Werke war der deutsche Philosoph Friedrich Nietzsche. Er wies darauf hin, dass der Sozialismus der jüngere Bruder des fast abgelebten Despotismus sei, den er beerben wolle. Er brauche eine Fülle an Staatsgewalt und strebe die Vernichtung des Individuums an. Der cäsarische Gewaltstaat, den die Sozialisten seiner Meinung nach anstrebten, brauche die Niederwerfung aller Bürger und könne sich nur durch äußersten Terrorismus Hoffnung auf Existenz machen. Er bereite sich im Stillen auf eine Schreckensherrschaft vor und verwende missbräuchlich den Begriff der Gerechtigkeit. Der Sozialismus lehre die Gefahr der Anhäufung von Staatsgewalt und werde den Ruf nach so wenig Staat wie möglich provozieren.

### Liberalismus
Seit dem Beginn der Auseinandersetzung in Frankreich zwischen der politischen Ökonomie und dem Sozialismus wurde den sozialistischen Kritikern der Marktwirtschaft vorgeworfen, dass sie über keine praxistauglichen Alternativen verfügten, bzw. dass verschiedene bereits gemachte Experimente schmählich gescheitert seien. Unter den neueren Ökonomen warf Eugen von Böhm-Bawerk, ein Vertreter der Österreichischen Schule, in Kapital und Kapitalzins (1884–1902) dem Marxismus gegenüber erstmals das Problem der Wirtschaftsrechnung im Sozialismus auf, ein Argument, das von Ludwig von Mises in der Folge ausgebaut wurde. Der Sozialismus negiere den gesamten Marktprozess und damit würden Marktpreise als Signale für Knappheit fehlen. Dadurch gebe es keinerlei Möglichkeit, Investitionsalternativen rational zu bewerten, wie Mises aus seiner Handlungstheorie deduktiv herleitete. Allerdings komme es in einer gemischten Wirtschaftsform mit Privateigentum an Produktionsmitteln und staatlicher Interventionen letztlich zum gleichen Problem, nur moderater, da in dem Ausmaß, wie der Staat in den Markt eingreife, auch hier die Bildung von sinnvollen Preisen durchkreuzt und damit die Richtung der Produktion verändert würden. Der Regierung bleibe nur, entweder zu einem freien Markt zurückzukehren oder aber zu versuchen, durch weitere Interventionen, die ihrerseits wieder die wettbewerbliche Struktur der Marktpreise stören würden, die Schieflage zu korrigieren. Die Wirtschaft jedes interventionistischen Staates sei daher unvermeidlich instabil.
Milton Friedman betont, sozialistisch gesteuerte Volkswirtschaften würden generell qualitativ schlechtere Produkte zu höheren Preisen produzieren.
Nach Ansicht Friedrich August von Hayeks kollidiert die Vergesellschaftung der Produktionsmittel zwangsläufig mit den Individualrechten und der Rechtsstaatlichkeit. Die Wahrung der Rechtsstaatlichkeit würde eine Selbstbeschränkung der Planungsbehörden erfordern, zu der diese nicht in der Lage seien, da sie sonst ihren Aufgaben nicht nachkommen könnten.

### Immanente Kritik

#### Trotzkistische Kritik
Während Trotzki die Sowjetunion noch als einen – zwar „bürokratisch degenerierten“ – Arbeiterstaat ansah, verbreitete Tony Cliff und die von seinen Ideen beeinflusste International Socialist Tendency die Version eines staatskapitalistischen Systems mit allen Merkmalen kapitalistischer Klassenherrschaft.

#### Budapester Schule
Die Budapester Schule um Ágnes Heller und Ferenc Fehér analysierte mit marxistischem Instrumentarium die Sowjetgesellschaften als totalitäre Systeme mit einer „Diktatur über die Bedürfnisse“.

#### Kritik des real existierenden Sozialismus
Eine marxistisch fundierte Analyse und Kritik des sogenannten „real existierenden Sozialismus“ als einer „nichtkapitalistischen“ Klassengesellschaft unter der Diktatur von Partei und Bürokratie legte Rudolf Bahro 1977 mit seiner bekannten Publikation Die Alternative vor.
2018 versuchte der Sozialwissenschaftler Ulrich Knappe, das ökonomische Wesen des vergangenen „paradoxen“, gemeint war des sogenannten „real existierenden Sozialismus“, mit Hilfe der Marxschen Gesellschaftsanalyse am Beispiel von Russland (Sowjetunion) und China zu entziffern.

### Postmoderne
Der poststrukturalistische Soziologe und Philosoph Jean Baudrillard kritisiert in Die göttliche Linke – Chronik der Jahre 1977–1984 mit Blick auf die französischen Verhältnisse die aus seiner Sicht nicht mehr zeitgemäßen Ziele des Sozialismus. Während der Sozialismus noch immer von einer transparenten und kohärenten Gesellschaft träume, hätten die Menschen ein solches Bedürfnis nach Anschluss, Kontakt und Kommunikation kaum noch. Nach dem Philosophen Wolfgang Welsch könne ein Baudrillard diese Sozialismus-Kritik schwerlich äußern. Baudrillards Kritik sei dabei bloß narzisstisch und ein Vehikel, um seine eigene antiquierte Diagnose als aktuell erscheinen zu lassen.